# اخلاق در دین
اخلاق در دین یکی از گفتمان‌های اخلاق است که به تأثیر و رابطه اخلاق در دین می‌پردازد. به‌طور کلی اخلاق، نظام‌مند کردن، دفاع و توصیه مفاهیم رفتار درست و نادرست است. یکی از جنبه‌های اصلی اخلاق «زندگی خوب» است، زندگی‌ای که ارزش زیستن دارد، یا زندگی‌ای که صرفاً رضایت‌بخش است، و به عقیده بسیاری از فیلسوفان مهم‌تر از رفتار اخلاقی سنتی است.
بیشتر ادیان دارای یک مؤلفه اخلاقی هستند که اغلب از وحی یا هدایت ماوراءطبیعی ناشی می‌شود. برخی معتقدند که دین برای اخلاقی زیستن ضروری است. سیمون بلک‌برن بیان می‌کند که کسانی هستند که می‌گویند «ما فقط می‌توانیم زیر چتر یک نظم اجتماعی قوی شکوفا شویم، که با پایبندی مشترک به یک سنت مذهبی خاص تقویت شده‌است».
به‌طور کلی اخلاقیات در دو زمینه به کار می‌روند، یکم: تشخیص فردی (خوب از بد) و دوم: روش‌های رفتاری که گاه به‌عنوان «عرف رفتاری» نهادینه شده در یک گروه فرهنگی، مذهبی، اجتماعی یا فلسفی شناخته می‌شود. اخلاقیات فردی با اهداف درست یا غلط، انگیزه‌ها یا اعمال تعریف و تشخیص داده می‌شوند؛ اهدافی که آموخته شده‌اند، ایجاد شده‌اند یا از طرف اشخاصی که در گروه هستند، توسعه یافته‌اند.

## اخلاق بودایی

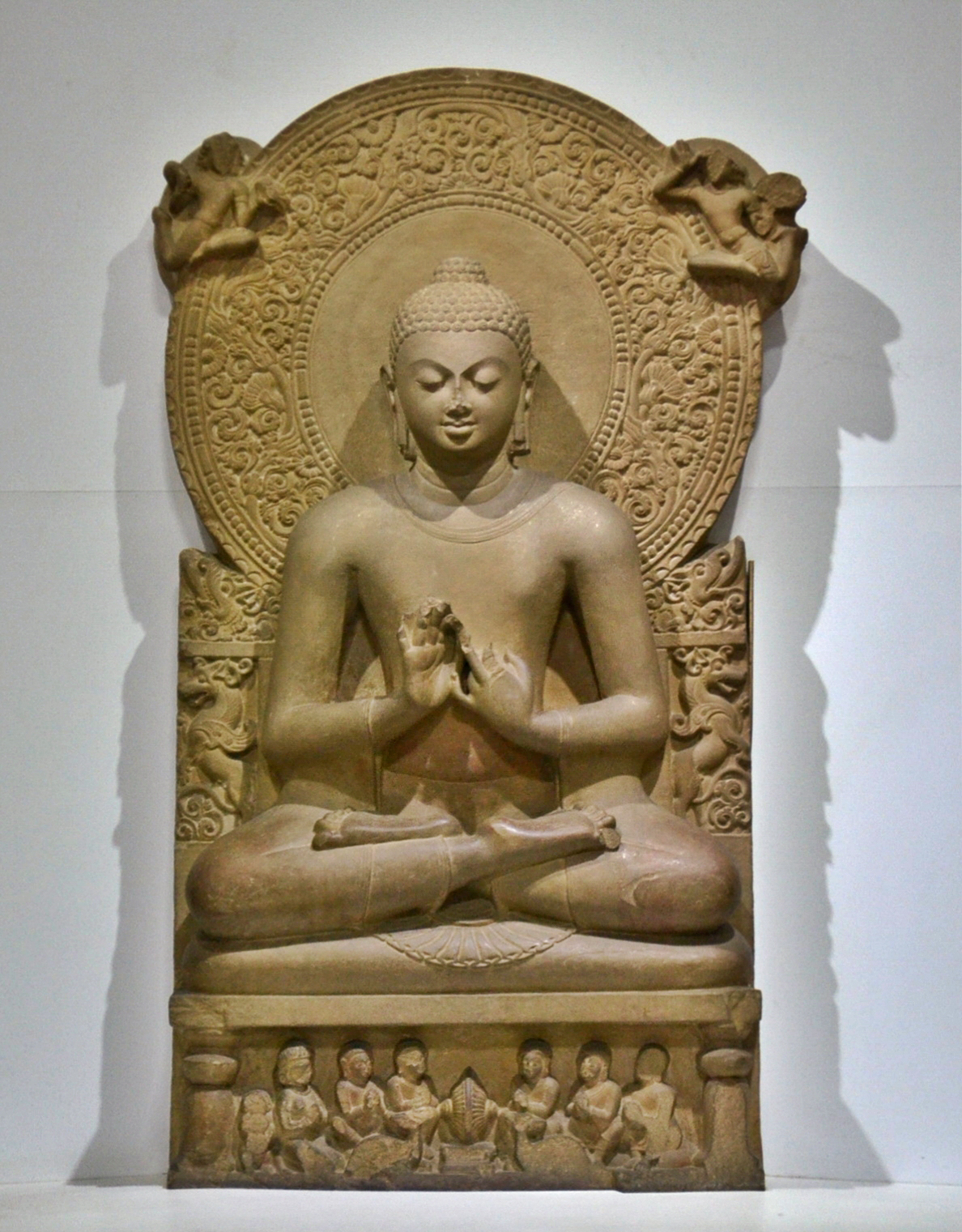
پیکره‌ای از بودا در سارناث، اوتار پرادش متعلق به سده چهارم پیش از میلاد مسیح

اخلاق در بودیسم مبتنی بر دیدگاه روشن‌گرانه بودا، یا دیگر موجودات روشن‌اندیشی است که از او پیروی کردند. دستورالعمل‌های اخلاقی در متون مقدس بودایی گنجانده شده‌است، یا از راه‌های دیگر مانند سنت شفاهی منتقل شده‌است؛ بنابراین، بیشتر محققان اخلاق بودایی برای توجیه ادعاهای مربوط به ماهیت اخلاق بودایی، بر بررسی متون مقدس بودایی و استفاده از شواهد انسان‌شناسی جوامع سنتی بودایی تکیه می‌کنند.
طبق آیین بودایی سنتی، اساس اخلاق بودایی برای افراد غیرعادی پنج دستور است: از کشتن، دزدی، دروغ‌گویی، سوءرفتار جنسی و نوشیدنی‌های الکلی دوری کنید. با تبدیل شدن به یک بودایی، یا تأیید تعهد خود به بودیسم، یک فرد عادی تشویق می‌شود که قول دهد از این اعمال منفی خودداری کند. راهبان و راهبه‌های بودایی صدها نذر دیگر می‌گیرند (به vinaya مراجعه کنید).
این رویکرد از پایه‌گذاری اخلاق بودایی صرفاً بر ایمان به روشن‌گری بودا یا سنت بودایی اجتناب می‌کند، و به غیربوداییان امکان دسترسی جهانی بیش‌تری به بینش‌های ارائه‌شده توسط اخلاق بودایی می‌دهد.
بودا چند دستورالعمل اساسی برای رفتار قابل‌قبول ارائه کرد که بخشی از راه اصیل هشتگانه است. تصور اولیه، عدم آسیب یا عدم خشونت به همه موجودات زنده، از پست‌ترین حشره گرفته تا انسان است. این دستورها نگرش غیرخشونت‌آمیز را نسبت به هر موجود زنده تعریف می‌کند. عمل بودایی در این مورد به افراط‌گرایی جینیسم گسترش نمی‌یابد، اما از هر دو دیدگاه بودایی و جین، خشونت‌پرهیزی نشان‌دهنده درگیری صمیمانه و رابطه با همه موجودات زنده است.

راهب ترواده، بهیکو بودی مشاهده کرده‌است:
اخلاق بودایی، همان‌طور که در احکام پنج‌گانه تدوین شده‌است، گاهی اوقات کاملاً منفی عمل می‌کند… لازم به‌ذکر است که پنج حکم، یا حتی قوانین مفصل‌تر از احکامی که بودا اعلام کرده‌است، طیف کاملی از اخلاق بودایی را نشان نمی‌دهد. احکام فقط ابتدایی‌ترین کدهای تربیت اخلاقی هستند، اما بودا قوانین اخلاقی دیگری را نیز پیشنهاد می‌کند که فضایل مثبت قطعی را القا می‌کند. به‌عنوان مثال، مانگالا سوتا، احترام، فروتنی، رضایت، سپاس‌گزاری، صبر، سخاوت و غیره را ستایش می‌کند. گفتارهای دیگر وظایف متعدد خانوادگی، اجتماعی و سیاسی را برای ایجاد سعادت جامعه تجویز می‌کنند. و در پس همه این وظایف، چهار نگرش به نام «بی‌حد» نهفته‌است - محبت، شفقت، شادی، هم‌دردی، و متانت.

### احکام

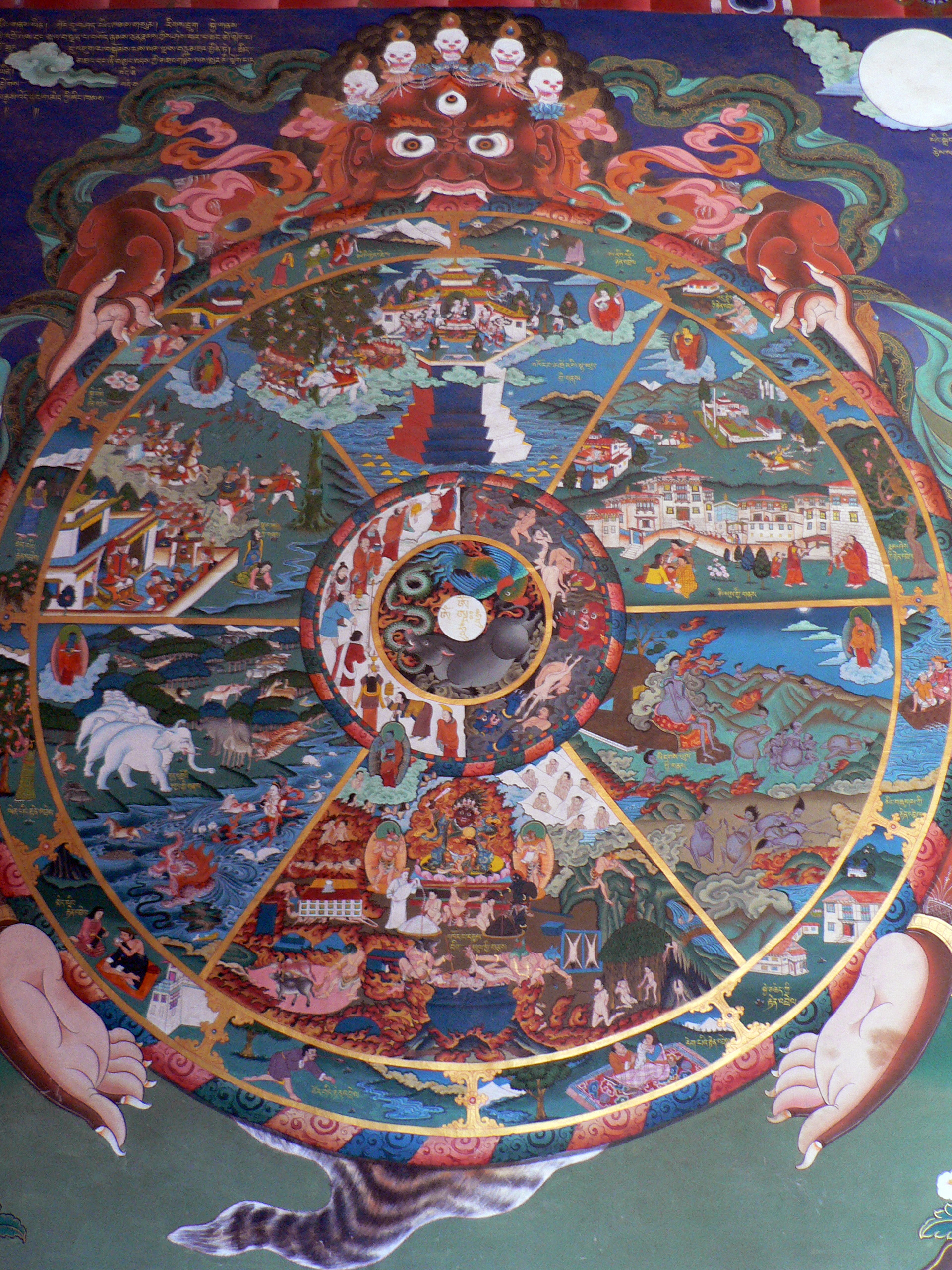
بهاواکاکرو (چرخ زندگی) قلمروهای تولد دوباره کارما را نشان می‌دهد، در مرکز آن سه سم طمع، نفرت و توهم قرار دارد.

اساس اخلاقیات بودایی برای مردم، پنج دستور است که در همه مکاتب بودایی مشترک است. دستورها یا «پنج فضیلت اخلاقی» (pañca-silani) دستور نیستند، بلکه مجموعه‌ای از تعهدات یا رهنمودهای داوطلبانه هستند، که به پیروان کمک می‌کنند زندگی را طوری به انجام برسانند که در آن خوشبخت، بدون نگرانی و توانایی مراقبه خوب داشته باشند. این دستورها قرار است برای جلوگیری از رنج، و کم کردن اثرات حرص، نفرت و توهم باشد. این دستورالعمل‌های اخلاقی، دستورهای اساسی بودا بود که به راهبان می‌داد. وقتی شخص به تعالیم بودا «پناه می‌برد»، رسماً پنج دستور را می‌پذیرفت، که عبارتند از:
1. من دستورها را انجام می‌دهم تا از گرفتن زندگی خودداری کنم.
2. من دستورها را متعهد می‌شوم تا از آنچه که داده نشده پرهیز کنم.
3. من دستورها را برای پرهیز از سوءرفتار حسی انجام می‌دهم.
4. من دستورها را انجام می‌دهم تا از گفتار دروغ پرهیز کنم.
5. من دستورها را برای پرهیز از مصرف شراب و سایر مشروبات الکلی که پایه و اساس غفلت است، متعهد می‌شوم.

بودایی‌ها معمولاً احکام را در مراسم رسمی با اعضای صومعه انجام می‌دهند، اگرچه می‌توان آن‌ها را چون تعهدات شخصی به‌صورت خصوصی نیز انجام داد. حفظ هر دستورالعمل باعث پرورش فضیلت مثبت مخالف آن است. به‌عنوان مثال پرهیز از کشتن باعث ایجاد مهربانی و شفقت می‌شود، درحالی‌که پرهیز از سرقت باعث عدم دل‌بستگی می‌شود. این احکام با رویکردهای منفعت‌طلبانه، دونتولوژیک و فضیلت اخلاق مرتبط بوده‌اند. آن‌ها به‌دلیل ماهیت جهانی با حقوق بشر مقایسه شده‌اند و برخی از محققان معتقدند که آن‌ها می‌توانند مفهوم حقوق بشر را تکمیل کنند.
انجام و حمایت از پنج قانون بر اساس اصل آهیمسا (پالی و سانسکریت: ahiṃsa) به شخص توصیه می‌کند که خود را با دیگران مقایسه کند و بر اساس آن دیگران را آزار ندهد. مهرورزی و اعتقاد به مجازات کارمایی پایه و اساس احکام را تشکیل می‌دهند.
اولین دستورالعمل شامل ممنوعیت کشتار، هم انسان و هم حیوانات است. دانشمندان متون بودایی در مورد احکام، آن‌ها را مخالف مجازات اعدام،  خودکشی، سقط جنین  و اوتانازی تفسیر کرده‌اند. دستور دوم سرقت را منع می‌کند. دستور سوم به زنا در همه اشکال اشاره دارد. دستور چهارم شامل دروغی است که با عمل گفته می‌شود یا مرتکب آن می‌شود، همچنین گفتار سوء، گفتار تند و شایعه را نیز دربرمی‌گیرد. دستورالعمل پنجم الکل، مواد مخدر یا سایر چیزهایی که موجب مسمومیت می‌شوند، منع می‌کند. متون اولیه بودایی همیشه مشروبات الکلی را محکوم کرده‌اند، و متون شرعی بودایی چینی نیز همین نظر را داشته‌اند. نگرش بودایی‌ها نسبت به استعمال دخانیات در هر زمان و منطقه متفاوت است، اما معمولاً مجاز است. در دوران مدرن، کشورهای بودایی سنتی، جنبش‌هایی برای احیا و تبیین پنج دستور به‌کار بسته‌اند. در مورد غرب نیز، این احکام نقش اصلی را در سازمان‌های بودایی دارند.

## اخلاق مسیحی

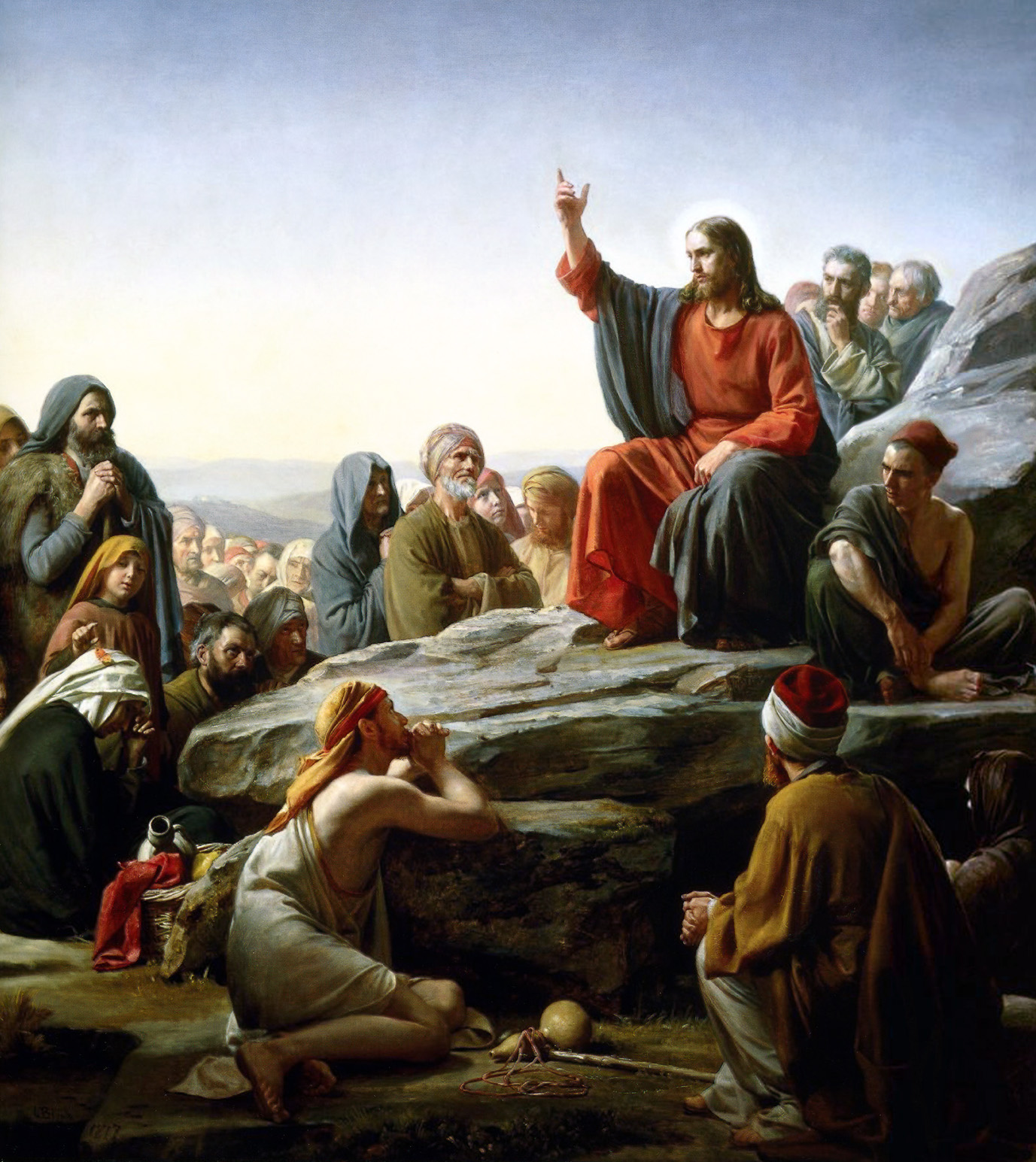
خطبه در کوه (۱۸۷۷، توسط کارل بلوچ) خطبه عیسی را در کوه ترسیم می‌کند که در آن دربارهٔ عهد عتیق اظهار نظر می‌کند و آموزه‌های او را خلاصه می‌کند.

اخلاق مسیحی شاخه‌ای از الهیات مسیحی است که فضیلت و گناه را از دیدگاه مسیحی تعریف می‌کند. مطالعه کلامی خداشناسی اخلاق مسیحی را «الهیات اخلاقی» می‌نامند.
فضایل مسیحی به چهار فضیلت اصلی و سه فضیلت کلامی تقسیم می‌شود. اخلاق مسیحی شامل سؤالاتی در مورد چگونگی رفتار ثروتمندان با فقرا، نحوه رفتار با زنان و اخلاقیات جنگ است. اخلاق‌گرایان مسیحی نیز مانند سایر علمای اخلاق از چارچوب‌ها و دیدگاه‌های متفاوتی به اخلاق می‌پردازند. رویکرد اخلاق فضیلت نیز در دهه‌های اخیر رایج شده‌است، که عمدتاً به دلیل کار السدیر مک‌اینتایر و استنلی هاورواس است.
چندین طرح مختلف از رذیلت و فضیلت وجود دارد. توماس آکویناس چهار فضیلت اصلی ارسطو (عدالت، شجاعت، اعتدال و احتیاط) را پذیرفت و فضایل مسیحی ایمان، امید و نیکوکاری را به آن‌ها اضافه کرد (آیه‌ای از کتاب مقدس: 1 Corinthians ۱۳). طرح‌واره‌های دیگر شامل هفت گناه کبیره و هفت فضیلت است.

### پیشینه تاریخی اخلاق مسیحی

#### اخلاق در مسیحیت اولیه
اخلاق مسیحی رشد خود را در دوره اولیه مسیحیت آغاز کرد، که عموماً با ظهور عیسی (حدود ۲۷ پس از میلاد تا ۳۰ میلادی) آغاز شد و با اولین شورای نیقیه در سال ۳۲۵ به پایان رسید. این میراث از بازمانده مشترک یهودیت و مسیحیت بیرون آمد و به قانون عبری و همچنین فلسفه یونانی و هلنیستی وابسته بود.
شورای اورشلیم، که در فصل ۱۵ اعمال رسولان گزارش شده‌است، در حدود سال ۵۰ پس از میلاد تشکیل شد، و در احکام این شورا بر پرهیز از ریختن خون، بداخلاقی جنسی، قربانی کردن برای بت‌ها و خفه کردن حیوانات مورد توجه قرار گرفت. این احکام برای تمام مسیحیان برای چندین قرن الزام‌آور بود و هنوز هم توسط کلیسای ارتدکس یونان رعایت می‌شود.

#### اخلاق در قرون وسطی

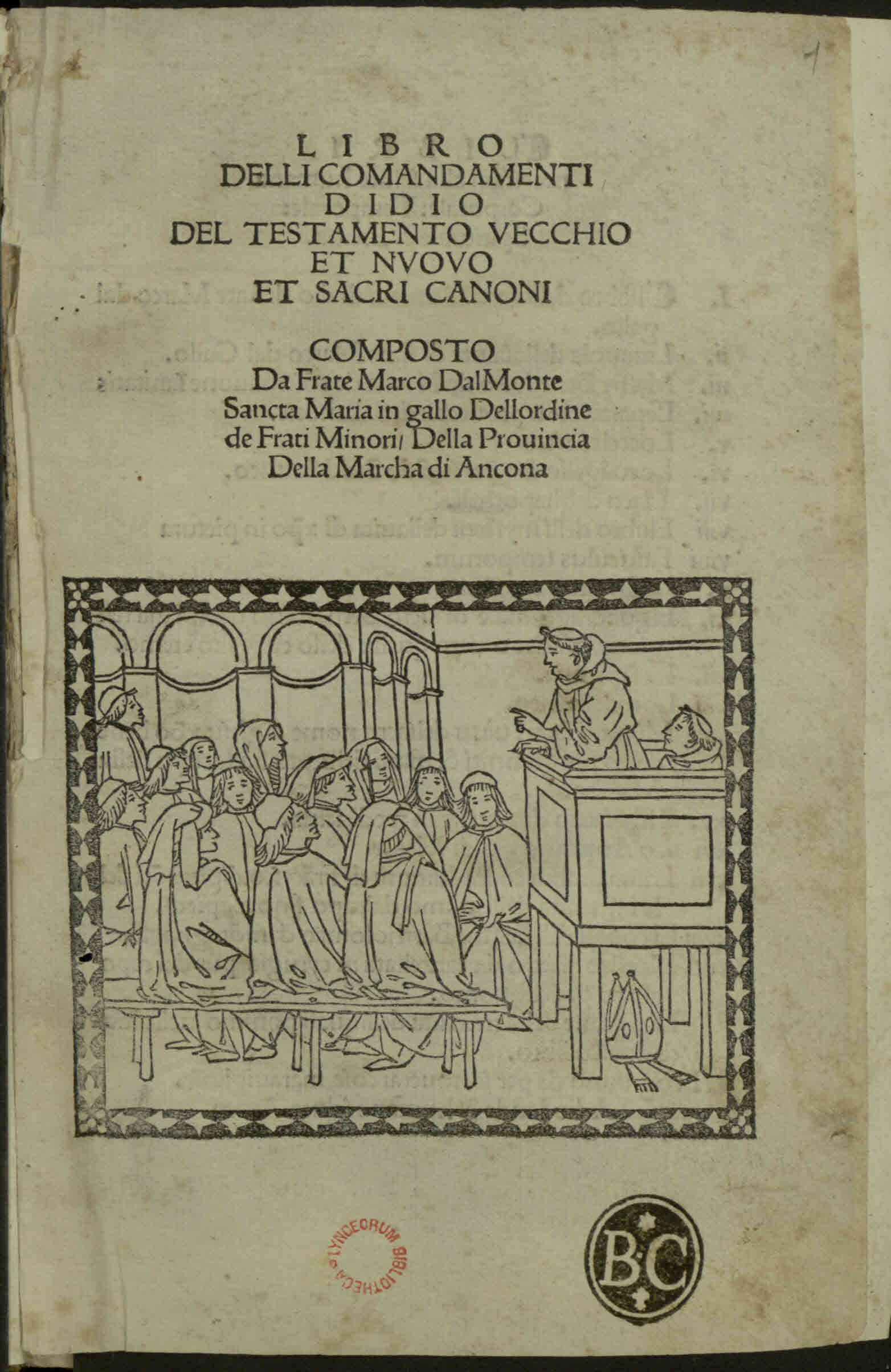
«کتاب احکام خدا»، ۱۴۹۴

در قرن‌های پس از سقوط امپراتوری روم غربی، راهبان در سفرهای تبلیغی، شیوه‌های توبه و انابه را با استفاده از کتاب‌هایی که به‌عنوان توبه‌نامه (به انگلیسی: Penitential) شناخته می‌شوند، گسترش دادند. الاهی‌دان کریستف لوتارد، اخلاق مسیحی قرون وسطی را این‌گونه توصیف می‌کند که «۷ گناه کبیره… ۷ بخشش، ۷ راز، ۷ فضیلت اصلی، ۷ هدیه روح، ۸ سعادت، ۱۰ فرمان، ۱۲ اصل ایمان و ۱۲ ثمره ایمان». جاناتان ریلی-اسمیت مورخ جنگ‌های صلیبی می‌گوید که این جنگ‌ها محصول معنویت تجدیدشده قرون وسطی بودند (۱۰۰۰–۱۲۵۰)، زمانی که اخلاق زندگی رسولی و شوالیه‌گری آغاز شد.

#### اخلاق در اصلاحات، ضداصلاحات و اومانیسم مسیحی
مارتین لوتر، در رساله کلاسیک خود «دربارهٔ آزادی یک مسیحی» (۱۵۲۰) استدلال می‌کند که تلاش اخلاقی پاسخی به فیض است: از نظر اخلاقی، انسان‌ها با کارهایی که انجام می‌دهند خوب نمی‌شوند، اما اگر با عشق خدا خوب شوند، وادار به انجام کارهای خوب خواهند شد. ژان کالون عقاید اصلی لوتر را پذیرفت و نظام‌مند کرد و همه چیز را در حاکمیت خدا استوار کرد. صرفاً خواه مانع یا موجب پیش‌برد اراده خداوند باشد. این امر به دنیوی‌ترین و عادی‌ترین اعمالی که منجر به توسعه اخلاق کاری پروتستان می‌شود را «مقدس» می‌شمارد.

#### اخلاق مدرن مسیحی
پس از جدا شدن از الهیات، دغدغه اصلی اخلاق‌شناسان مسیحی قرن نوزدهم، مطالعه ماهیت انسان بود. «با ظهور نظریه اجتماعی مسیحی» در قرن نوزدهم، جان کارمن الهی‌دان می‌گوید که اخلاق مسیحی به‌شدت به بحث در مورد طبیعت و جامعه، ثروت، کار و برابری انسانی معطوف شد. و در قرن بیستم، «توسل به تجربه درونی، علاقه مجدد به طبیعت انسان، و تأثیر شرایط اجتماعی بر تأمل اخلاقی، جهات جدیدی را به اخلاق مسیحی دادند».

### اخلاق در فرقه‌های مسیحی

#### کاتولیسیسم
«اعتراف به گناهان» و «طلب استغفار» نزد کشیش به‌عنوان امری اخلاقی در کلیسای کاتولیک، آیینی مقدس شمرده می‌شود. همچنین کلیسای کاتولیک به «حق زندگی» باور دارد و آموزه‌ها و اصول اعتقادی کلیسای کاتولیک در مخالفت با عمل «سقط جنین» است.

#### پروتستانیسم
اصول اعتقادی فرقه‌های مذهبی پروتستان به‌طور قابل توجهی باهم متفاوت است، اما همهٔ آنها بر این تأکید دارند که در توضیح مسایل اعتقادی رهنمودهای انجیل در اولویت قرار دارد؛ رحمت الهی از طریق ایمان و نه از طریق اعمال توجیه می‌شود؛ و همین‌طور همه مؤمنان در مقام کشیش هستند.

#### ارتدکس
ارتدکس در مسیحیت به پذیرش آموزه‌هایی اشاره دارد که توسط عقاید مختلف و شورای سراسری مسیحیت در دوران باستان متأخر تعریف شده‌است (این‌جا را ببینید)، ما کلیساهای مختلف عقاید و مجالس متفاوتی را می‌پذیرند. چنین اختلاف نظرهایی به دلایل متعدد از جمله موانع زبانی و فرهنگی ایجاد شده‌است.

## اخلاق کنفوسیوسی
کنفوسیوسیسم و نئوکنفوسیوسیسم بر حفظ و درستی روابط به‌عنوان مهم‌ترین ملاحظه‌ها در اخلاق تأکید دارند. اخلاقی بودن یعنی انجام کاری که روابط فرد به آن نیاز دارد. آنچه شما به شخص دیگری مدیون هستید با فاصله او از شما نسبت معکوس دارد. به عبارت دیگر، شما همه چیز را مدیون پدر و مادر خود هستید، اما به هیچ‌وجه نسبت به بیگانگان تعهدی ندارید. این را می‌توان به‌منزله تشخیص این واقعیت دانست که محال است تمام جهان را به‌طور یکسان و هم‌زمان دوست داشته باشیم. این را اخلاق رابطه‌ای یا اخلاق موقعیتی می‌نامند. نظام کنفوسیوس به‌شدت با اخلاق کانتی تفاوت دارد، زیرا به‌ندرت قوانین یا اصولی وجود دارد که بتوان گفت به‌طور مطلق یا جهانی صادق هستند.
این بدان معنا نیست که هرگز به اخلاق جهانی‌گرایانه توجهی نشده‌است. در واقع، در دودمان ژو چین، مخالفان اصلی کنفوسیوسی‌ها، پیروان موزی برای عشق جهانی استدلال می‌کردند. با این حال، دیدگاه کنفوسیوس در نهایت بر بسیاری از جنبه‌های تفکر چینی تسلط یافت. به‌عنوان مثال، بسیاری گفته‌اند که مائو تسه‌تونگ بیش‌تر کنفوسیوسی بود تا کمونیست. کنفوسیوسیسم، به‌ویژه از نوع مورد بحث منسیوس، استدلال کرد که حاکم ایده‌آل کسی است که (به‌قول کنفوسیوس) «مانند ستاره شمال عمل می‌کند، درحالی‌که ستاره‌های دیگر به دور آن می‌چرخند، در جای خود می‌ماند». به عبارت دیگر، حاکم ایده‌آل از دایره بیرون نمی‌رود و مردم را وادار به خوب شدن نمی‌کند، بلکه الگو آن‌ها می‌شود. حاکم ایده‌آل به‌جای قوانین، هماهنگ بودن را تقویت می‌کند.
کنفوسیوس بیش از همه بر صداقت تأکید می‌کند. مفاهیم او از لی (چینی: 理)، یی (چینی: 義)، و رن (چینی: 仁) را می‌توان به‌عنوان بیان عمیق‌تر صداقت (Chinese: 誠; pinyin: chéng; lit. 'sincerity') و وفاداری(Chinese: 孝; pinyin: xiào) به کسانی که وجود (والدین) و بقای خود را مدیون آن‌هاست (همسایگان، همکاران، افراد دیگر) نسبت داد. او رویه‌ای را مدون کرد و در واقع معنای مفاهیم قبلی را که آن کلمات به‌معنای آن بودند را تغییر داد. الگوی او از مفاهیم خانواده و فرمانروا، این‌گونه بر زندگی چینی‌ها در اوایل قرن بیستم تسلط داشت. این امر تا آن زمان به یک سلسله مراتب امپراتوری از حقوق مالکیت سفت و سخت تبدیل شده بود، که تشخیص آن را از یک دیکتاتوری جدید دشوار کرده بود. اخلاق سنتی توسط قانون‌گرایی منحرف شده بود.

### نفوذ بودایی
بودیسم، و به‌طور خاص بودیسم ماهایانه، متافیزیک منسجمی را در اندیشه چینی به ارمغان آورد و تأکید زیادی بر جهان‌گرایی داشت. نئوکنفوسیوسیسم عمدتاً واکنشی به تسلط بودیسم در دودمان تانگ و تلاشی برای ایجاد یک سیستم متافیزیکی/تحلیلی بومی کنفوسیوسی بود.

## اخلاق هیتنری (نوپاگان آلمانی)

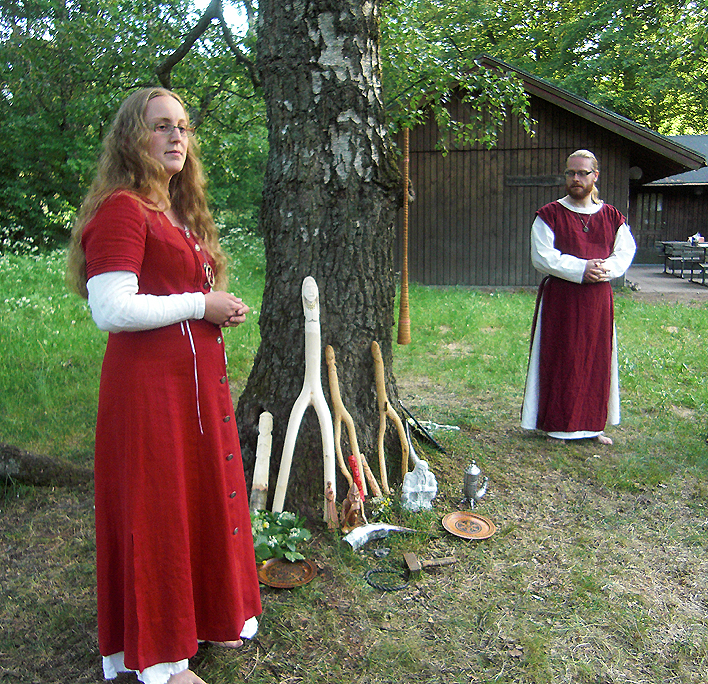
هیتنری‌ها در هوملامادن، در نزدیکی وبرود، در لوند سوئد، ۲۰۱۱.

نئوپاگان‌های ژرمن، از جمله پیروان آساترو و تئودیسم، سعی می‌کنند از ارزش‌های اخلاقی مردم ژرمن باستان (نورس‌ها یا آنگلوساکسون‌ها) تقلید کنند.
در هیتنری، دیدگاه‌های اخلاقی مبتنی بر اخلاق درک‌شده از عصر آهن و اروپای شمال‌غربی قرون وسطی اولیه است، به‌ویژه اعمال شخصیت‌های قهرمانی که در حماسه‌های نورس باستان ظاهر می‌شوند.[۱۰۱] [۱۰۲] اخلاقی غیردینی که با برانگیختن روحیه‌ای که زندگی را تأیید می‌کند، بر آرمان‌های افتخار، شجاعت، درستکاری، مهمان‌نوازی و سخت‌کوشی استوار است، و به‌شدت بر وفاداری به خانواده تأکید می‌کند. معمولاً از پیروان انتظار می‌رود که در تمین‌ها به قول خود عمل کنند، به‌ویژه سوگندی که یاد می‌کنند بنابراین یک روحیه فردگرایانه قوی وجود دارد که بر مسئولیت شخصی متمرکز شده‌است، و یک شعار مشترک در جامعه غیرمذهبی این است که «ما همان اعمال خود هستیم». اکثر بت‌ها مفهوم گناه را رد می‌کنند و معتقدند که گناه یک مفهوم مخرب است نه مفید.
برخی از جوامع بت‌پرست چنین ارزش‌هایی را در یک کد اخلاقی (نه به‌عنوان فضایل) پذیرفته‌اند، که عمدتاً بر اساس هاوامال از ادای شاعرانه است. این رفتار اولین بار توسط بنیانگذاران آیین اودینیک در بریتانیا، و در دهه ۱۹۷۰ توسعه یافت، اگرچه در سطح بین‌المللی نیز گسترش یافت.

## اخلاق هندو

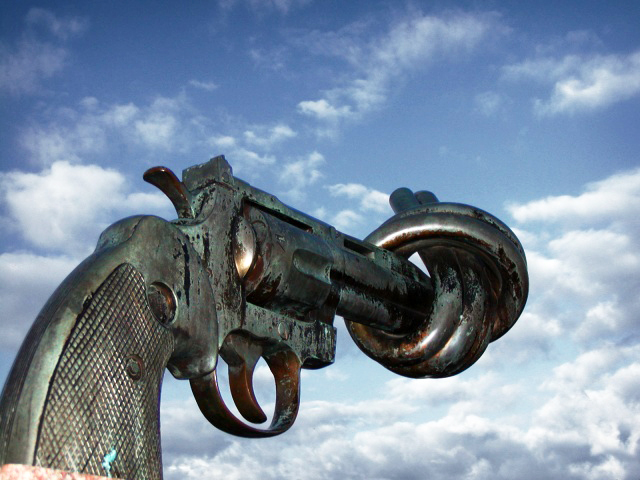
آهیمسا - عدم خشونت در عمل، گفتار و افکار - بالاترین ارزش و فضیلت اخلاقی در آیین هندو محسوب می‌شود. در بالا: مجسمه‌ای بدون خشونت اثر کارل فردریک رویتروارد در مالمو، سوئد.

اخلاق در متون باستانی هندوئیسم نیتیساسترا (سنسکریت: नीतिशास्त्र) نامیده می‌شود. اخلاق و فضیلت موضوعی بسیار مورد بحث، و مفهومی در حال تحول در متون مقدس باستانی هندوئیسم است. فضیلت، رفتار درست، اخلاق و سیرت بخشی از مفهوم پیچیده‌ای است که هندوها آن را دارما می‌نامند - همه چیزهایی که برای وجود انسان‌ها، جهان و طبیعت ضروری است تا با هم، در هماهنگی وجود داشته باشند. همان‌طور که پی وی کین، نویسنده تاریخ دارماساسترا گفت، اصطلاح «دارما» مترادفی در زبان انگلیسی ندارد. درحالی‌که اغلب به معنای «وظیفه» تفسیر می‌شود، می‌تواند به‌معنای عدالت، حق، اخلاقی، خیر و بسیاری موارد دیگر نیز باشد.
اخلاق در فلسفه هندو به‌عنوان چیزی که نمی‌تواند تحمیل شود، بلکه چیزی است که توسط هر فردی تحقق می‌یابد، و داوطلبانه در زندگی او ساری می‌شود، توضیح داده می‌شود. به‌عنوان مثال، آپاستامبا آن را این‌گونه توضیح داد: «فضیلت و رذیلت در مورد این نیست که بگوییم - این‌جا هستیم!؛ نه خدایان، نه گاندارواس و نه اجداد نمی‌توانند ما را متقاعد کنند - این درست است، این اشتباه است؛ فضیلت یک مفهوم گریزان است. قبل از این‌که بخشی از زندگی فرد شود، نیاز به تأمل دقیق توسط هر شخص دارد.
اخلاقی که یک زندگی دارما را تشکیل می‌دهد - که یک زندگی اخلاقی، راست و بافضیلت است - در وداها و اوپانیشادها تکامل می‌یابد. موضوعات و سؤالات اخلاقی توسط مکاتب مختلف هندوئیسم، به‌طور کاملاً گسترده، در متون متعددی در مورد این‌که چه رفتاری درست است، چه زمانی، چگونه و چرا انجام می‌شود، بحث شده‌است. با گذشت زمان، فضایل جدید توسط دانشمندان هندوی باستان مفهوم‌سازی و اضافه شد؛ برخی جایگزین شدند، برخی دیگر با هم ادغام شدند. برای مثال، سمیتا در ابتدا ده فضیلت لازم برای یک انسان را برای داشتن یک زندگی دارمیایی برشمرده‌است: ذریتی (شجاعت)، کشما (بخشش)، داما (اعتدال)، آستایا (عدم طمع/دزدی)، ساوچا (صفای درون)، ایندریانی-گراها (کنترل حواس)، دهی (احتیاط بازتابی)، ویدیا (خرد)، ساتیام (راست‌گویی)، آکرودها (رهایی از خشم). در آیات بعدی، با ادغام و ایجاد مفهومی گسترده‌تر، این فهرست توسط همین محقق به پنج فضیلت کاهش یافت. فهرست کوتاه‌تر فضیلت‌ها عبارت‌اند از: آهیمسا (خشونت نورزیدن)، داما (خودداری)، آستایا (غیرت‌زدگی/دزدی نکردن)، ساوچا (پاکی درون)، ساتیام (راست‌گویی).
مورخ ایرانی ابوریحان بیرونی که در اوایل قرن یازدهم به مدت ۱۶ سال از هند دیدن کرده و در آن‌جا زندگی کرد، مفهوم اخلاق و رفتار با فضیلت را در میان هندوهای زمان خود شرح می‌دهد. از دستورات اخلاقی در میان هندوها، ترجمه تحت‌اللفظی نسخه خطی به زبان فارسی او شامل (۱) مرد نباید بکشد. (۲) و نه دروغ بگوید. (۳) و نه دزدی کند. (۴) و نه فاحشه‌گی کند. (۵) نه گنج‌اندوزی کند. این‌ها با پنج یاما از اخلاق باستانی هندو مطابقت دارد: آهیمسا (عدم خشونت)، ساتیا (حقیقت، دروغ نگفتن)، آستایا (دزدی نکردن)، برهماچاریا (تجرد در صورت مجرد بودن و عدم تقلب به شریک زندگی در صورت ازدواج)، و آپاریگراها (عدم مالکیت). علاوه بر این پنج چیز منفی که باید از آن‌ها پرهیز کرد، اخلاق هندو همچنین پنج چیز مثبت را توصیه می‌کند که به‌عنوان نیاما باید برای آن تلاش کرد: شاوچا (پاکی در بدن، گفتار و ذهن)، سانتوشا (رضایت، پذیرش شرایط با خوش‌بینی)، تاپاس (استقامت، مراقبه، ریاضت)، سوادیایا (یادگیری مادام‌العمر) و پرانیدان (نگرش درست، تفکر). در هندوئیسم یک زندگی اخلاقی، برای یک زندگی آزاد ضروری است، زندگی بدون ولع، زندگی‌ای که از طریق دانش و با پرهیز از شر به‌دست می‌آید.
ادبیات هندو به‌طور متفاوتی اخلاق را به‌عنوان یک یا چند موضوع از چهار موضوع مورد بحث قرار می‌دهد: (۱) گونا؛ که تمایلات درونی رفتاری است که در هر فرد یافت می‌شود (در مقیاس بزرگ، روان‌شناسی). (۲) پوروشارتا؛ که هدف مناسب زندگی برای هر فردی برای خودسازی و خوشبختی است (دارما، آرتا، کاما و موکشا). (۳) آشراماها؛ که برای یک فرد در دوره‌های مختلف زندگی اخلاقی است (انتظارات اخلاقی از کودک، از بزرگ‌سالان، و از پیرسال) متمایز می‌شود. و (۴) وارناسراماس؛ که اخلاق و رفتار هر فرد در ارتباط با جامعه است. ادبیات باستانی در پایه سنت‌های مختلف هندو عمدتاً سه مورد اول را مورد بحث قرار می‌دهد، درحالی‌که آخرین مورد از قرن ۱۸ توجه بیش‌تری را به خود جلب کرده‌است. برخی از ادیبان اوایل قرن بیستم به این فکر می‌کردند که آیا اخلاق در هندویسم موضوعی جدی برای مطالعه بوده‌است. مطالعات بعدی چهار رویکرد فوق را به اخلاق در مکاتب مختلف هندوئیسم به‌دست آوردند که با سه مضمون مشترک مرتبط هستند: (۱) اخلاق بخش اساسی مفهوم دارما است، (2) آهیمسا (خشونت‌پرهیزی) مقدمه‌ای است که بدون آن - نشان می‌دهد هندوئیسم - اخلاق و هر نظریه اخلاقی سازگار غیرممکن است، و (۳) اخلاق را نمی‌توان همیشه به‌صورت دوگانه یا غیردوالیستی از ابتدا کاهش داد. اخلاق ارتباط تنگاتنگی با موکشا (تحقق خود و آزادی معنوی) دارد و ویوکاکودامانی می‌گوید: «افراد با خودآگاهی و آزادی معنوی ذاتاً خودآزمایی‌گر و اخلاق‌گرا هستند» و «اخلاق، آزادی و معرفت همدیگر را می‌طلبند». علاوه بر چهار موضوع فوق در اخلاق هندو، محققان بیان می‌کنند که آموزه کارما هندوئیسم بخشی از خلاصه نظریه اخلاقی آن است.
بهگود گیتا - که یکی از نمونه مباحث تاریخی هندوها در مورد فضایل و بحث تمثیلی در مورد این‌که چه چیزی درست است و چه چیزی نادرست به‌حساب می‌آید - استدلال می‌کند که برخی از فضایل لزوماً همیشه مطلق نیستند، بلکه گاهی اوقات رابطه‌ای هستند. برای مثال، توضیح می‌دهد که فضیلتی مانند آهیمسا زمانی که با جنگ یا خشونت ناشی از پرخاش‌گری، ناپختگی یا جهل دیگران مواجه می‌شود، باید دوباره مورد بررسی قرار گیرد.

## اخلاق اسلامی
منشأ اساسی در تدوین تدریجی اخلاق اسلامی، درک مسلمانان بود که به بشریت این توانایی داده شده‌است که اراده خدا را تشخیص دهد و به آن پایبند باشد. این قوه که فطرت است، بیش ار هر چیز مستلزم تأمل در معنای هستی است که همان‌طور که جان کلسی در دایرةالمعارف اخلاق بیان می‌کند، «در نهایت به واقعیت خدا اشاره می‌کند». بنابراین اعتقاد بر این است که انسان‌ها صرف‌نظر از محیطی که در آن قرار دارند، مسئولیت اخلاقی دارند که تسلیم اراده خدا باشند و از اسلام پیروی کنند (همان‌طور که در قرآن و سنت یا گفته‌های محمد نشان داده شده‌است. [قرآن 7:172-173].
این تمایل طبیعی، به گفته قرآن، با تمرکز بشر بر موفقیت مادی زیر و رو می‌شود: چنین تمرکزی ابتدا خود را به‌عنوان نیاز به بقا یا امنیت اساسی نشان می‌دهد، اما سپس به تمایل به متمایز شدن در میان هم‌سالان خود متجلی می‌شود. در نهایت، تمرکز بر مادی‌گرایی، طبق متون اسلامی، مانع از تأمل فطری می‌شود که در بالا توضیح داده شد، و در نتیجه حالت جاهلیت یا «جهل» به وجود می‌آید.
مسلمانان بر این باورند که حضرت محمد (ص) نیز مانند سایر پیامبران، از سوی خداوند مبعوث شده‌است تا مسئولیت اخلاقی را به انسان‌ها یادآوری کند و افکاری را که در جامعه مخالف تسلیم بودن در برابر خداوند است، به چالش بکشد. به گفته کلسی، این چالش علیه پنج ویژگی اصلی عربستان پیش از اسلام بود:
1. تقسیم اعراب به قبایل مختلف (بر اساس خون و خویشاوندی). این دسته‌بندی با آرمان جامعه واحد مبتنی بر تقوای اسلامی، یعنی «امت» مواجه بود.
2. پذیرش پرستش انبوهی از خدایان غیر از خداوند - دیدگاهی که توحید اسلامی را به چالش می‌کشد، که حکم می‌کند خداوند در عبادت شریک و همتایی ندارد.
3. خصلت مرووا (مردانگی) که اسلام از آن روی گردانده و به‌جای آن بر صفات تواضع و تقوا تأکید دارد.
4. تمرکز بر دست‌یابی به شهرت یا ایجاد میراثی که جای خود را به این مفهوم داد که بشر در روز رستاخیز در پیش‌گاه خداوند پاسخ‌گو خواهد بود.
5. تکریم و پیروی از سنت‌های اجدادی، عملی که توسط اسلام به چالش کشیده شده‌است - که در عوض اولویت را به تسلیم در برابر خدا و پیروی از وحی می‌دهد.

این تغییرات در جهت‌گیری مجدد جامعه از نظر هویت و زندگی اعتقادی مسلمانان، جهان‌بینی و سلسله مراتب ارزش‌ها بود. از دیدگاه نسل‌های بعدی، این امر باعث تحول بزرگی در جامعه و نظم اخلاقی زندگی در شبه‌جزیره عربستان شد. برای محمد، اگرچه عربستان پیش از اسلام نمونه‌ای از «غفلت» بود، اما این امر کاملاً خالی از لطف نبود. محمد جنبه‌های خاصی از سنت عرب جاهلیت مانند مراقبت از خویشاوندان نزدیک خود، بیوه‌ها، یتیمان و سایر نیازمندان و برقراری عدالت را تأیید و توصیه کرد. با این حال، این ارزش‌ها از نظر اهمیت مجدداً مرتب می‌شوند و در چارچوب توحید قرار می‌گیرند.
علاوه بر این، یک مسلمان نه تنها باید از این پنج ویژگی اصلی پیروی کند، بلکه باید در اخلاق خود نیز گسترده‌تر رفتار کند؛ بنابراین، هر چه مسلمان بیش‌تر این قوانین را به‌کار گیرد، از نظر اخلاقی بهتر است. برای مثال، اخلاق اسلامی را می‌توان با آیاتی از قرآن به کار برد. اساسی‌ترین ویژگی یک مسلمان، تقوا و تواضع است. مسلمان باید در برابر خدا و دیگران متواضع باشد:
«و از مردم رخ برمتاب و در زمین خرامان راه مرو که خدا خودپسند لاف‌زن را دوست نمی‌دارد. و در راه رفتن خود میانه‌رو باش و صدایت را آهسته ساز که بدترین آوازها بانگ خران است.»— ترجمه فولادوند، سوره لقمان ۱۸–۱۹
مسلمانان باید بر احساسات و امیال خود مسلط باشند.
مسلمان نباید بیهوده وقت بگذراند، یا دل‌بسته خوشی‌های زودگذر دنیا باشد. درحالی‌که بیش‌تر مردم اجازه می‌دهند دنیای مادی در دل‌هایشان پر شود، مسلمانان باید خدا را در قلب خود و دنیای مادی را در دست خود نگه دارند. همه این چیزها به جای این‌که به ماشین و کار و دیپلم و حساب بانکی دل‌بسته شوند، ابزاری می‌شوند تا از ما انسان‌های بهتری ساخته شود. اخلاق در اسلام به هر جنبه‌ای از زندگی یک مسلمان می‌پردازد، از سلام و احوال‌پرسی تا روابط بین‌الملل. اخلاق در امیال خودخواهانه، غرور و عادات بد حاکم است. مسلمانان نه تنها باید نیکوکار باشند، بلکه باید به فضیلت نیز امر کنند. نه تنها باید از منکر پرهیز کنند، بلکه باید دیگران را از آن‌ها نیز نهی کنند. به عبارت دیگر، نه تنها باید از نظر اخلاقی سالم باشند، بلکه باید به سلامت اخلاقی کل جامعه نیز کمک کنند.
«شما بهترین امتی هستید که برای مردم پدیدار شده‌اید به کار پسندیده فرمان می‌دهید و از کار ناپسند بازمی‌دارید و به خدا ایمان دارید و اگر اهل کتاب ایمان آورده بودند قطعاً برایشان بهتر بود برخی از آنان مؤمنند و بیشترشان نافرمانند.»— ترجمه فولادوند، سوره آل‌عمران: ۱۱۰
محمد در برابر رفتار یک مسلمان گفت: پروردگارم به من نه فرمان داده‌است: «از خدا بیدار باشم، چه در خلوت و چه در ملاء عام، عادلانه صحبت کنم، خواه خشمگین باشم و چه خشنود، و اعتدال را رعایت کنم، چه در هنگام فقر و چه در زمان ثروتمندی، با کسانی که از من جدا شده‌اند، دوستی دوباره برقرار کنم، با کسی که از من دوری می‌کند، بخشنده باشم، در سکوت بیاندیشم، با نگاهم پندی بیاموزم، و به حق فرمان دهم.»
اسلام یک سبک زندگی است و به‌تنهایی کار نمی‌کند. به‌عنوان مثال، در یک کسب و کار، مسلمانان به رعایت ارزش‌های اخلاقی تجاری خوب دعوت می‌شوند، تقلب نمی‌کنند و سودی از خریداران دریافت نمی‌کنند. تحقیقات همچنین نشان داده که چگونه دین‌داری اسلامی بر اخلاق کاری و اخلاق تجارت تأثیر می‌گذارد.
تلاش‌هایی برای احیای اخلاق و مفهوم‌سازی مجدد نظریه اخلاق اسلامی در قرن بیستم توسط چهره‌هایی مانند: محمد عبدالله دراز، محمد اقبال لاهوری، علی عیزت‌بیگویچ و طه عبدالرحمن که نظریهٔ قراردادی دینی اخلاق را توسعه دادند، صورت گرفت.

### اخلاق در عرفان اسلامی
در عرفان، اخلاق با رویکردی سلوکی - عرفانی شکل یافته‌است و در طول قرون متمادی به وسیله عارفان تحقق پیدا کرده و ترویج شده‌است. اخلاق عرفانی بر سیر و سلوک و کشف و شهود مبتنی است، که اخلاق قبل از وصول، حین وصول و بعد از وصول را با مراتب وجودی از تخلیه تا فنای شهودی دربرمی‌گیرد. این اخلاق بدین‌گونه است که از کتاب و سنت بهره جسته‌است.

## اخلاق جین
جینیسم پنج وظیفه اخلاقی را آموزش می‌دهد که آن را پنج نذر می‌نامد. این‌ها آنوراتاس (نذرهای کوچک) برای افراد غیر روحانی جین، و ماهاوراتاس (نذرهای بزرگ) برای دراویش جین نامیده می‌شوند. برای هر دو، احکام اخلاقی آن مشخص می‌کند که جین به یک گورو (معلم، مشاور)، دیوا (جینا، خدا)، و اصول دسترسی دارد، و این‌که فرد از پنج جرم آزاد است: شک در ایمان، عدم تصمیم‌گیری در مورد حقایق جینیسم، میل خالصانه به تعالیم جین، شناخت هم‌وطنان جین، و تشویق برای فعالیت‌های معنوی آن‌ها. چنین شخصی پنج عهد زیر را در آیین جین می‌پذیرد:
1. آهیمسا، «پرهیز از خشونت عمدی» یا «عدم جراحت» :[۹۳] اولین عهد مهم جین‌ها این است که به انسان‌های دیگر و همچنین دیگر موجودات زنده (به ویژه حیوانات) آسیبی نرسانند.[۹۳] این بالاترین وظیفه اخلاقی در جینیسم است، و نه تنها در مورد اعمال فرد صدق می‌کند، بلکه می‌طلبد که فرد در گفتار و افکار خود نیز خشونتی نداشته باشد.[۹۴][۹۵]
2. ساتیا، «حقیقت»: نذر این است که همیشه حقیقت را بگوید. نه دروغ بگو، نه حرفی که درست نیست بزن، نه دیگران را تشویق کن به دروغ‌گویی کن و نه کسی را که دروغ می‌گوید، تأیید کن.[۹۴][۹۲]
3. استیا، «دزدی نکردن»: یک فرد عادی جین نباید چیزی را که با میل و رغبت به او داده می‌شود بردارد و به تملک خود درآورد.[۹۳] به‌علاوه، یک متفکر جین باید برای گرفتن هر چیزی اجازه بگیرد.[۹۶]
4. برهماچاریا، «تجرد»: پرهیز از رابطه جنسی و لذت‌های نفسانی برای راهبان و راهبه‌های جین تجویز شده‌است. نذر برای افراد غیرعادی به‌معنای پاک‌دامنی و وفاداری به شریک زندگی است.[۹۴][۹۲]
5. آپاریگراها، "عدم مالکیت": این شامل عدم دل‌بستگی به دارایی‌های مادی و روانی، اجتناب از ولع و حرص است.[۹۲] راهبان و راهبه‌های جین کاملاً از دارایی و روابط اجتماعی چشم پوشی می‌کنند، مالک هیچ چیز نیستند و به هیچ‌کس وابسته نیستند.[۹۷]

آیین جین هفت نذر تکمیلی را تجویز می‌کند، از جمله سه گوا اورتاس (نذر شایستگی) و چهار نذر شیکشا. نذر سالیخانا (یا سانثارا) یک نذر آیینی «مرگ مذهبی» است که در پایان زندگی، توسط راهبان و راهبه‌های جین انجام می‌شده، که در عصر مدرن نادر است. در این نذر، کاهش داوطلبانه و تدریجی مصرف غذا و مایعات برای پایان دادن به زندگی، با انتخاب و با بی‌تفاوتی انجام می‌پذیرد، در آیین جین اعتقاد بر این است که این نذر کارمای منفی را کاهش می‌دهد و بر تولد مجدد روح در آینده تأثیر می‌گذارد.

## اخلاق یهودی

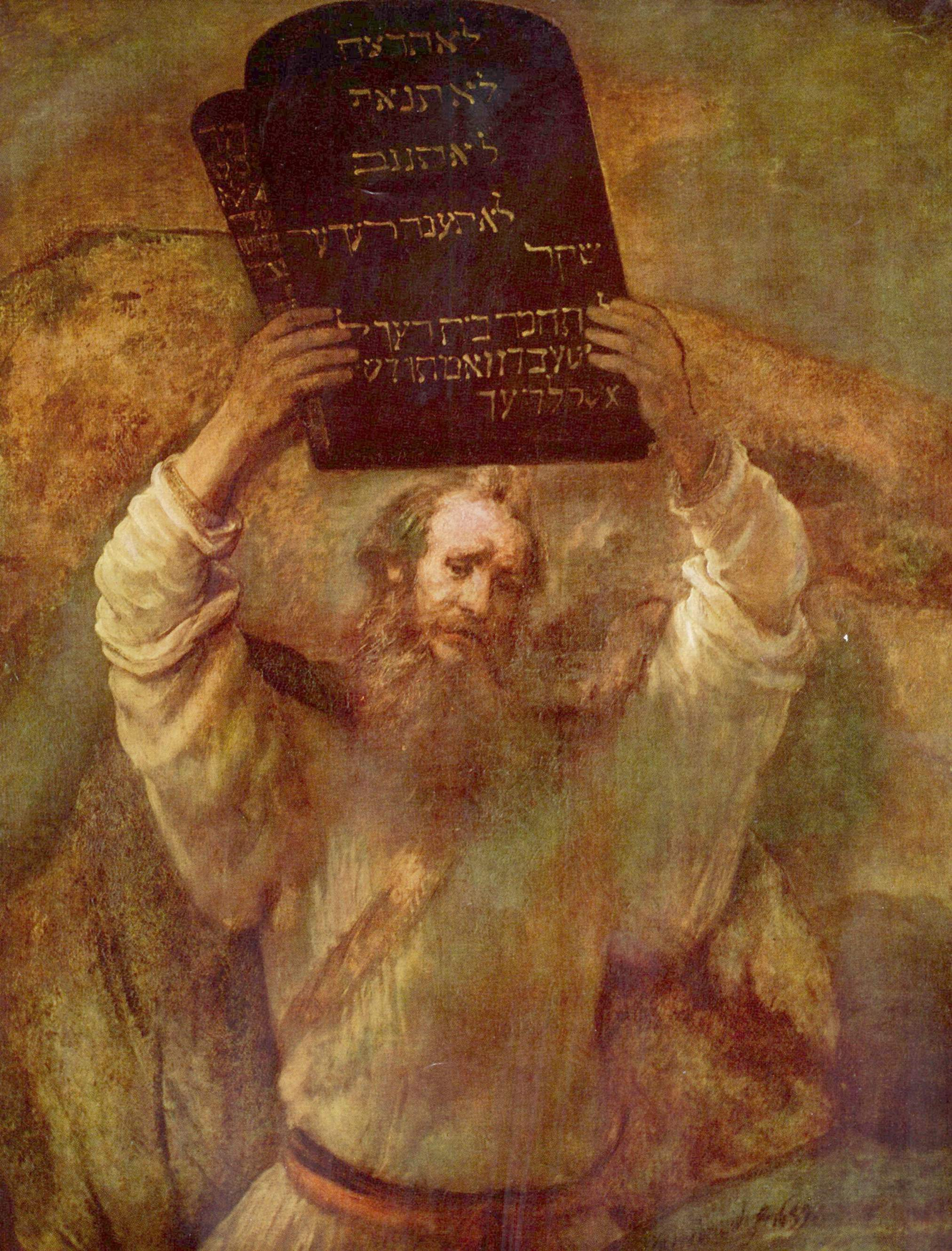
ده فرمان در دستان موسی (اثر رامبراند)

شاید بتوان گفت که اخلاق یهودی از کتاب مقدس عبری، دستورات قانونی، روایات و آموزه‌های نبوی آن سرچشمه می‌گیرد. بیشتر ادعاهای اخلاقی بعدی یهودیان ممکن است به متون، مضامین و آموزه‌های تورات مکتوب بازگردد.
در یهودیت خاخامی، تورات شفاهی هم کتاب مقدس عبری را تفسیر می‌کند و هم در بسیاری از موضوعات اخلاقی دیگر کاوش می‌کند. شناخته‌شده‌ترین متن خاخامی مرتبط با اخلاق، رساله میشنا که از مکتوبات متفرق آووت است، و به‌عنوان اخلاق پدران ترجمه شده‌است. به‌طور کلی، اخلاق یک جنبه کلیدی از ادبیات خاخامی است که به‌عنوان آگادا شناخته می‌شود، و آموزه‌های اخلاقی در سراسر بخش‌های هلاخا، میشنا، تلمود و سایر ادبیات خاخامی یافت می‌شود. این اخلاق اولیه خاخامی نشانه‌هایی از لقاح متقابل و تبادل جدلی با سنت اخلاقی یونانی (فلسفه غرب) و سنت اولیه مسیحیت را نشان می‌دهد.
در دوره قرون وسطی، واکنش مستقیم یهودیان به اخلاق یونانی ممکن است در نوشته‌های بزرگ خاخامی مشاهده شود. قابل توجه است که ابن‌میمون تفسیری یهودی از ارسطو ارائه می‌دهد (مثلاً اخلاق نیکوماخوسی)، که از طریق نوشته‌های اسلامی وارد گفتمان یهودی می‌شود. ابن میمون به‌نوبه خود بر توماس آکویناس، شخصیت مسلط در اخلاق کاتولیک و سنت قانون طبیعی الهیات اخلاقی تأثیر می‌گذارد. ارتباط حقوق طبیعی با فلسفه یهودی قرون وسطی موضوعی است که در میان محققان مورد اختلاف است.

### نفوذ هلنیستی
اخلاق به‌شکل نظام‌مند و جدای از باور دینی، در ادبیات آخرالزمان یا یهودی-هلنیستی به اندازه کتاب مقدس کمتر یافت می‌شود. با این حال، فلسفه یونان بر نویسندگان اسکندریه مانند نویسندگان کتاب چهارم مکابیان، کتاب حکمت و فیلون تأثیر زیادی گذاشت.
پیشرفت زیاد در اخلاق نظری، در آن زمان حاصل شد که یهودیان در تماس نزدیک‌تر با جهان هلنی قرار گرفتند. پیش از آن، ادبیات حکمت نشان می‌دهد که صرفاً به تعهدات اخلاقی و مشکلات زندگی توجه می‌کند که برای انسان به‌عنوان یک فرد جذاب است، و قوانین تشریفاتی و دیگر قوانینی را که فقط مربوط به ملت یهود است، کنار گذاشته‌است. از این منظر مجموعه سخنان بن سیرا نوشته شد، به یونانی ترجمه شد و به‌عنوان راهنمای عملی منتشر شد. این کتاب حاوی اخلاق عامیانه به‌شکل ضرب‌المثل است که حاصل تجربه زندگی روزمره است، بدون اصول و آرمان‌های بالاتر فلسفی یا دینی.
آثار اخلاقی توسعه‌یافته‌تری از محافل حسیدیان در زمان مکابیان سرچشمه می‌گیرد، مانند آنچه در کتاب توبیاس، به‌ویژه در فصل چهارم آمده‌است. در این‌جا اولین وصیت‌نامه یا وصیت اخلاقی یافت می‌شود که خلاصه‌ای از آموزه‌های اخلاقی با قاعده طلایی را ارائه می‌دهد: «این کار را با کسی که از او متنفری انجام نده!» به‌عنوان اصل اصلی. حتی آموزه‌های اخلاقی مفصل‌تری در عهدنامه‌های دوازده پدرسالار (جزء متون مقدس آخرالزمان مرتبط با کتاب مقدس است) وجود دارد که در آن هر یک از دوازده پسر یعقوب در آخرین سخنان خود خطاب به فرزندان خود، زندگی یعقوب را مرور می‌کند و به آن‌ها درس‌های اخلاقی می‌دهد، یا آن‌ها را از یک امر یا گناهی که مرتکب می‌شوند برحذر می‌دارد. تا از عذاب الهی دوری کنند، یا به آن‌ها توصیه کند که فضیلتی را که در طول زندگی انجام داده‌است، پرورش دهند تا مورد لطف خدا قرار گیرند. عمده‌ترین فضایل توصیه‌شده، محبت به هم‌نوع، صنعت، به‌ویژه در کارهای کشاورزی، سادگی، متانت، نیکوکاری نسبت به فقرا، شفقت حتی نسبت به بی‌رحمی دیگران و دوری از هرگونه شور و غرور و نفرت است. یادداشت‌های اخلاقی خداحافظی مشابهی به خنوخ در سفر خنوخ و رازهای خنوخ و به سه پدرسالار نسبت داده شده‌است.
ادبیات تبلیغاتی یهودی هلنی، اشاعه اخلاق یهودی برگرفته از انجیل را هدف اصلی خود برای جلب جهان بت‌پرست به‌سوی توحید خالص قرار داد. به‌دلیل این تلاش بود که اصول اخلاقی خاصی به‌عنوان اصول راهنمایی برای غیریهودیان وضع شد، اول از هر سه گناه بزرگ، بت‌پرستی، قتل، و زنای با محارم، ممنوع شد. در ادبیات متأخر یهودیان خاخامی، این قوانین هفت‌گانه نوح به‌تدریج به شش، هفت، و ده یا سی قانون اخلاقی تبدیل شد که برای هر انسانی الزام‌آور است.

## اخلاق ساینتولوژی

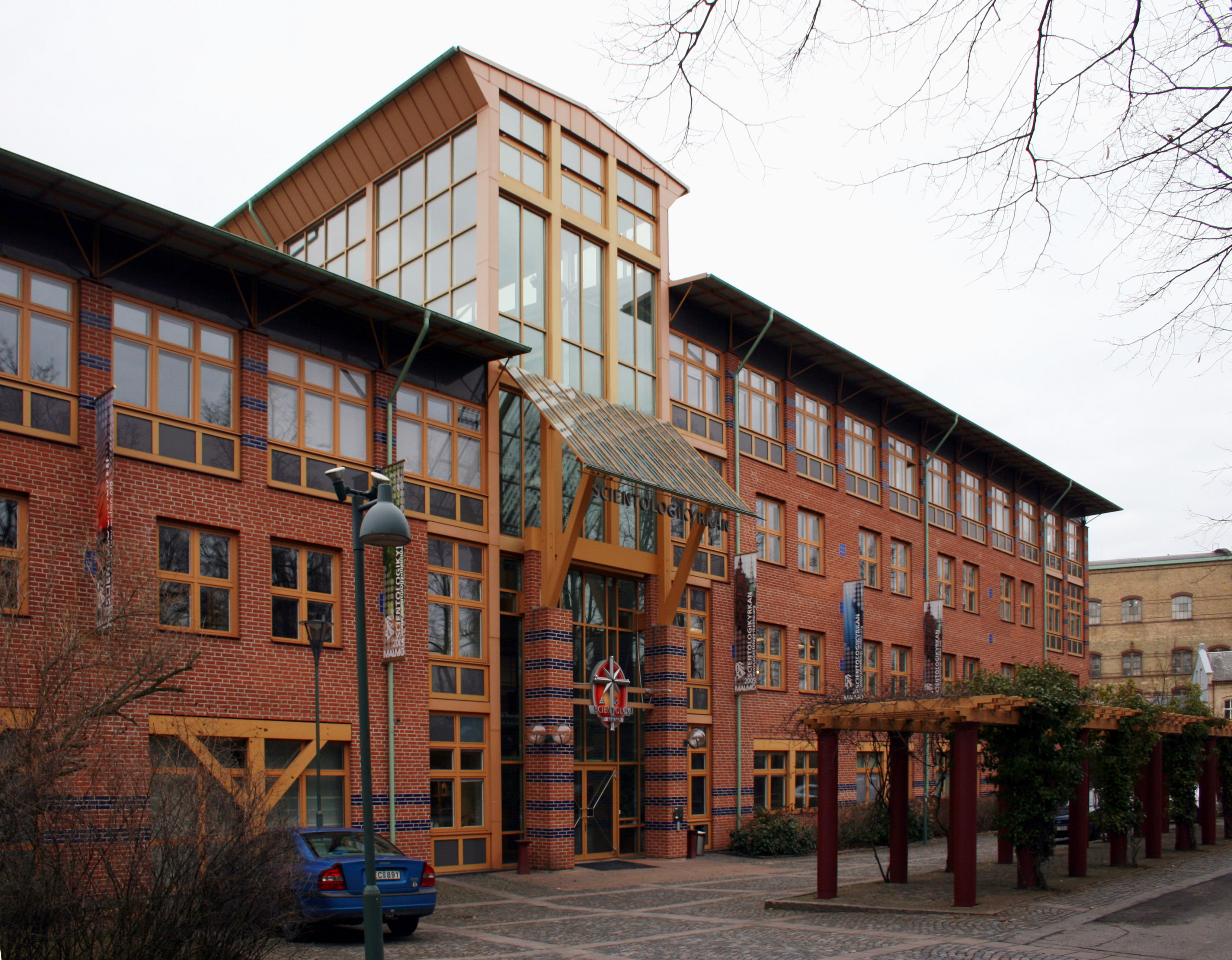
کلیسای ساینتولوژی در شهر مالمو در سوئد

به گفته استفان آ. کنت، اخلاق ساینتولوژی «یک نماد خاص از اخلاقیات است که به‌طور منحصربه‌فردی از تعالیم ساینتولوژی سود می‌برد… در زبان انگلیسی ساده، هدف از اخلاق ساینتولوژی حذف مخالفان، و سپس حذف علایق مردم به چیزهایی غیر از ساینتولوژی است. در این محیط «اخلاقی»، ساینتولوژی می‌تواند دوره‌های آموزشی، فلسفه و «نظام عدالت» - به اصطلاح فناوری آن - را به جامعه تحمیل کند.»
ساینتولوژی این عقیده را تقویت می‌نماید که انسان‌ها ارواحی فناناپذیرند که اتصال با اصل خود را گم کرده‌اند. در این راستا انسان می‌بایست با هوشیاری کامل تمامی تجربه‌های تلخ زندگی خود را مرور کرده و به یاد آورد، تا از آن‌ها گذر کرده به سرچشمهٔ حیاتی خود نزدیک‌تر گردد.

## اخلاق سکولار
اخلاق سکولار یک فلسفه اخلاقی است که در آن اخلاق صرفاً بر قوای انسانی مانند عقل علمی، ترکیب اجتماعی زیست‌شناختی یا شهود اخلاقی استوار است، و از وحی یا هدایت فراطبیعی ناشی نمی‌شود. اخلاق سکولار طیف گسترده‌ای از نظام‌های اخلاقی از جمله نتیجه‌گرایی، آزاداندیشی، انسان‌گرایی انسان‌گرایی سکولار، و فایده‌گرایی را در بر می‌گیرد.
اکثر مفاهیم اخلاقی سکولار مبتنی بر پذیرش حقوق طبیعی و قراردادهای اجتماعی، و در مقیاس فردی‌تری از نوعی انتساب ارزش ذاتی به چیزها، شهودگرایی اخلاقی کانتی یا استنتاج منطقی است که ترجیح را برای یکی ایجاد می‌کند. مانند تیغ اوکام. رویکردهایی مانند خودگرایی اخلاقی، نسبی‌گرایی اخلاقی، شک‌گرایی اخلاقی و نیهیلیسم اخلاقی نیز مورد توجه قرار می‌گیرند.

### اخلاق‌شناسی انسانی

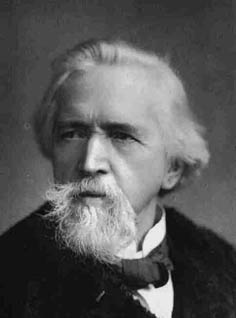
جورج هالی‌اوک از جمله فیلسوفان اخلاق‌شناسی سکولار بود.

انسان‌گراها جهان‌گرایی اخلاقی را مبتنی بر مشترکات طبیعت انسان تأیید می‌کنند، و این است که دانش درست و نادرست مبتنی بر بهترین درک ما از منافع فردی و مشترک ما، و نه ناشی از منابع محلی متعالی یا اتفاقی، می‌باشد.
بنابراین، ایمان را به‌طور کامل به‌عنوان پایه‌ای برای اقدام رد می‌کند. هدف اخلاق انسان‌گرایانه جستجوی اصول و رفتارهای پایدار عملی فردی، اجتماعی و سیاسی است، و آن‌ها را بر اساس توانایی‌شان در ارتقاء به‌زیستی انسان و مسئولیت فردی قضاوت می‌کند، و بدین‌گونه نهایتاً رنج انسان را از بین می‌برد.

### چهارچوب‌های اخلاق سکولار[ویرایش]

#### پیامدگرایی
مقالهٔ اصلی: پیامدگرایی

#### آزاداندیشی
مقالهٔ اصلی: آزاداندیشی

#### انسان‌گرایی سکولار
مقالهٔ اصلی: انسان‌گرایی سکولار

## اخلاق شینتو
باورهای شینتو با فرض خیر ذاتی انسان‌ها، به‌عنوان فرزندان کامی شروع می‌شوند. در قرن ششم پس از میلاد، شینتو از این ایده چینی نشأت گرفته بود که افراد خوب به هنجارهای اجتماعی پایبند هستند و امپراتورها یک فرمان الهی برای ایجاد «نظم مطلوب و مورد نیاز» دارند. پیروان شینتو باید «اراده کامی را در خانواده، جامعه و ملت تحقق بخشند و اجرا کنند».
اگرچه شینتو ایالتی تبعیت از امپراتور و دولت را تقویت کرد، در کنار آن شینتو محراب هم که یک سیستم اخلاقی مبتنی بر موقعیت است و بر اعمال درست نسبت به دیگران، در مقابل پای‌بندی به یک سیستم اعتقادی خاص تأکید دارد را گسترش داد. شینتو محراب همچنین بر سپاس‌گزاری از «نعمت کامی» و حفظ هماهنگی با امپراتور و جهان تأکید می‌کند.

## اخلاق تائوئیستی
لائوتسه و دیگر نویسندگان تائوئیست نسبت به کنفوسیوس‌ها به انفعال بیش‌تر حاکمان اعتقاد داشتند. از نظر لائوتسه حاکم ایده‌آل کسی است که عملاً هیچ کاری انجام نمی‌دهد که مستقیماً بتوان آن را حکمرانی کرد. بدیهی است که هم آیین دائو و هم آیین کنفوسیوس فرض می‌کنند که طبیعت انسان اساساً خوب است. با این حال، شاخه اصلی کنفوسیوسیسم استدلال می‌کند که طبیعت انسان باید از طریق آیین، فرهنگ و چیزهای دیگر پرورش یابد، درحالی‌که تائوئیست‌ها استدلال می‌کردند که گره‌های جامعه باید از بین برود.
اخلاق تائوئیست خواستار «حسِ بودن» و هم‌ذات‌پنداری کمتر با «عمل انجام‌شده» است. انفعال تائوئیستی فضایی را پرورش می‌دهد و آماده می‌کند که به شکوه و واقعیت اجازه می‌دهد تا بدرخشند، و جامعه را برای بهتر شدن تحت تأثیر قرار می‌دهند.
«اگر می‌خواهی همه بشریت را بیدار کنی، پس همه خودت را بیدار کن؛ اگر می‌خواهی رنج‌های دنیا را از بین ببری، پس هر آنچه را که در خودت تاریک و منفی است حذف کن. به‌راستی، بزرگ‌ترین هدیه‌ای که باید بدهید، تغییر خودِ خودتان است.» - لائوتسه

## اخلاق ویکان
اخلاق ویکان عمدتاً بر اساس بیانیه ویکان است: «به هیچ‌کس آسیب نرسانید، آنچه را که می‌خواهید انجام دهید» - یا «تا زمانی که به کسی آسیب نمی‌رسانید، هر طور می‌خواهید عمل کنید». درحالی‌که این را می‌توان به معنای «اصلاً آسیب نرسانید» تفسیر کرد، اما معمولاً به‌عنوان اعلام آزادی عمل، همراه با لزوم تفکر و مسئولیت‌پذیری در قبال عواقب اعمال خود تفسیر می‌شود.
یکی دیگر از عناصر اخلاقی ویکان از قانون بازگشت سه‌گانه ناشی می‌شود، که به این معنی است که هر کاری که با شخص یا چیز دیگری انجام می‌دهید (خیرخواهانه یا غیر آن) با نیروی سه‌گانه به خودتان بازمی‌گردد.
بسیاری از ویکان‌ها به دنبال پرورش مجموعه‌ای از هشت فضیلت هستند که در اتهام الهه از دورین والنته ذکر شده‌است، که عبارتند از شادی، احترام، افتخار، فروتنی، قوت، زیبایی، قدرت و شفقت. در شعر والینته آن‌ها در جفت‌متضادهای مکمل مرتب شده‌اند، و بازتاب دوگانگی است که در سراسر فلسفه ویکان رایج است.

## اخلاق زرتشتی
در دین زرتشتی، هدف از زندگی، آشه شدن و شادی به جهان است که به نبرد کیهانی با شر کمک می‌کند. آموزه‌های اصلی دین زرتشتی شامل موارد زیر است اما محدود به آن‌ها نیست:
- راه سه‌گانه آشه را دنبال کنید: هوماتا، هوکستا، هوارشتا (افکار نیک، گفتار نیک، کردار نیک).[۱۱۳]
- انفاق راهی است برای حفظ روح خود با آشه و گسترش شادی.[۱۱۴]
- برابری معنوی و وظیفه جنسیت‌ها.[۱۱۵]
- خوب بودن به‌خاطر خیر و بدون امید به پاداش (نگاه کنید به آشم وهو).

اخلاق در دین زرتشت، پیوند عمیقی با سرشت هستی دارد. اقتدار مطلق اهورامزدا در جهان و نجات انسان در دین زرتشت، در گرو زیست اخلاقی انسان است. از این رو، این آرمان با رعایت تمام آنچه به‌عنوان اعتقادات، آیین و مناسک تلقی می‌شود، در ساحت‌های مختلف زندگی انسانی تحقق می‌یابد. انسان در هر رتبه و جایگاه، با تمام قوا همراه با رعایت اخلاق، تلاش می‌کند تا امشاسپندان را در خویشتن، متوطن سازد و جهانی را که به دست اهریمن آلوده گردیده، پاک کند و اهریمن را از پا درآورد.

## اخلاق سیکی

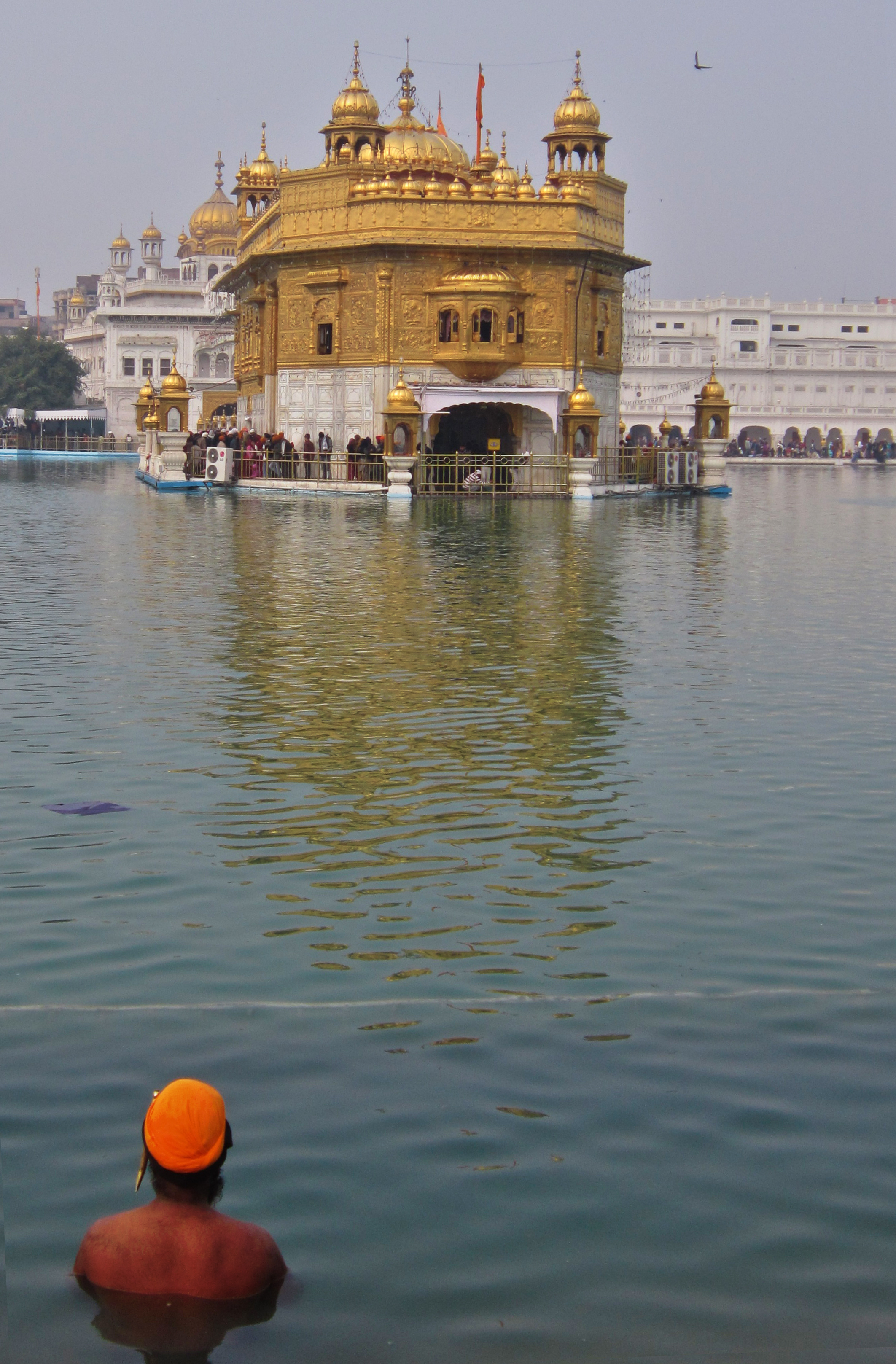
زائر سیک در گردواره معبد طلایی در امریتسار، هند.

از دید گورو نانک، زندگی باید پر از فعالیت، خلاقیت، صداقت، وظیفه‌شناسی، خویشتن‌داری و خلوص نیت باشد. او این‌ها را از زندگی زاهدانه و پر از تفکر و عبادت، بهتر می‌دانست. او بر روی سه اصل مهم در آیین سیک تأکید داشت: اول، کمک به نیازمندان، دوم، کسب روزی و درآمد، بدون فریب‌کاری و بهره‌کشی از زحمت دیگران و سوم، یاد همیشگی خدا جهت دوری از گناهان. پنج گناه بزرگ یا کبیره در دین سیک عبارتند از: خشم، طمع، دلبستگی به دنیا، شهوت و خودبینی یا تکبر.
برخی از کارهایی که برای پیروان دین سیک ممنوع است عبارتند از:
- کوتاه کردن موی سر.
- مصرف مواد مخدر، الکل، تنباکو یا هر ماده دیگری که بدن را مسموم کند.
- خیانت به همسر: در دین سیک افراد باید به‌صورت فیزیکی و روانی به همسر خود وفادار بمانند.
- تقلید کورکورانه مذهبی مانند خرافات، روزه گرفتن، تطهیر مذهبی، ختنه کردن، عبادت گور مردگان و بت‌پرستی در دین سیک ممنوع است.
- توجه بیش از حد به مال و مادیات در این دین توصیه نمی‌شود.
- قربانی کردن جانوران: مراسم قربانی کردن حیوانات برای جشن گرفتن مناسبت‌های مذهبی در این دین ممنوع است.
- پیرو دین سیک نباید به صورت منزوی، گدا یا یوگی یا راهب و تارک دنیا زندگی کند.
- حرف‌های بیهوده: لاف زدن، دروغ گفتن، تهمت زدن، غیبت کردن و غیره… در دین سیک ممنوع است.
- طبقه راهبان یا روحانیون در دین سیک وجود ندارد. دهمین راهنمای بزرگ سیک به این رسم پایان داد.
- خوردن گوشت حیوانی که طی مراسم مذهبی کشته شده باشد ممنوع است. (مانند گوشت حیوانی که ذبح شده یا به روش «کوتا» کشته شده‌است)
- هر گونه رابطه جنسی قبل از ازدواج یا خارج از ازدواج برای پیروان دین سیک ممنوع است.

## برای مطالعه بیش‌تر
- اتاق مطالعه اخلاق مسیحی، Online Literature, Tyndale Seminary، مقاله به انگلیسی.
- دایرةالمعارف کاتولیک: اخلاق
- تاریخچه و تکامل اخلاق ویکان